# Championnat d'Angleterre de football 1907-1908
Navigation
Édition précédente Édition suivante
La 20e édition du championnat d'Angleterre de football est remportée par Manchester United. C’est le premier titre du club.
Cette édition du championnat est marquée par plusieurs premières : le premier titre de champion de Manchester United et la montée en première division d’un nouveau club londonien, Chelsea. Celui-ci rejoint Woolwich Arsenal, premier club professionnel du sud de l’Angleterre.
À part la victoire de Manchester avec 9 points d’avance sur le second, c’est un championnat extrêmement serré : 3 points seulement séparent le 19e du 10e. 
Le système de promotion/relégation reste en place : descente et montée automatique, sans matchs de barrage pour les deux derniers de première division et les deux premiers de deuxième division.
Enoch West, joueur de Nottingham Forest, avec  27 buts, termine meilleur buteur du championnat.

## Les clubs de l'édition 1907-1908
| Club                                 | Ville         |
| ------------------------------------ | ------------- |
| Aston Villa Football Club            | Birmingham    |
| Birmingham City Football Club        | Birmingham    |
| Blackburn Rovers Football Club       | Blackburn     |
| Bolton Wanderers Football Club       | Bolton        |
| Bristol City Football Club           | Bristol       |
| Bury Football Club                   | Bury          |
| Chelsea Football Club                | Londres       |
| Everton Football Club                | Liverpool     |
| Liverpool Football Club              | Liverpool     |
| Manchester City Football Club        | Manchester    |
| Manchester United Football Club      | Manchester    |
| Middlesbrough Football Club          | Middlesbrough |
| Newcastle United Football Club       | Newcastle     |
| Nottingham Forest Football Club      | Nottingham    |
| Notts County Football Club           | Nottingham    |
| Preston North End Football Club      | Preston       |
| Sheffield United Football Club       | Sheffield     |
| Sunderland Association Football Club | Sunderland    |
| The Wednesday                        | Sheffield     |
| Woolwich Arsenal                     | Londres       |

## Classement
| Rang | Équipe            | Pts | J  | G  | N  | P  | Bp | Bc | Diff |
| ---- | ----------------- | --- | -- | -- | -- | -- | -- | -- | ---- |
| 1    | Manchester United | 52  | 38 | 23 | 6  | 9  | 81 | 48 | +33  |
| 2    | Aston Villa       | 43  | 38 | 17 | 9  | 12 | 77 | 59 | +18  |
| 3    | Manchester City   | 43  | 38 | 16 | 11 | 11 | 62 | 54 | +8   |
| 4    | Newcastle United  | 42  | 38 | 15 | 12 | 11 | 65 | 54 | +11  |
| 5    | The Wednesday     | 42  | 38 | 19 | 4  | 15 | 73 | 64 | +9   |
| 6    | Middlesbrough     | 41  | 38 | 17 | 7  | 14 | 54 | 45 | +9   |
| 7    | Bury              | 39  | 38 | 14 | 11 | 13 | 58 | 61 | -3   |
| 8    | Liverpool         | 38  | 38 | 16 | 6  | 16 | 68 | 61 | +7   |
| 9    | Nottingham Forest | 37  | 38 | 13 | 11 | 14 | 59 | 62 | -3   |
| 10   | Bristol City      | 36  | 38 | 12 | 12 | 14 | 58 | 61 | -3   |
| 11   | Everton           | 36  | 38 | 15 | 6  | 17 | 58 | 64 | -6   |
| 12   | Preston North End | 36  | 38 | 12 | 12 | 14 | 47 | 53 | -6   |
| 13   | Chelsea           | 36  | 38 | 14 | 8  | 16 | 53 | 62 | -9   |
| 14   | Woolwich Arsenal  | 36  | 38 | 12 | 12 | 14 | 51 | 63 | -12  |
| 15   | Blackburn Rovers  | 36  | 38 | 12 | 12 | 14 | 51 | 63 | -12  |
| 16   | Sunderland        | 35  | 38 | 16 | 3  | 19 | 78 | 75 | +3   |
| 17   | Sheffield United  | 35  | 38 | 12 | 11 | 15 | 52 | 58 | -6   |
| 18   | Notts County      | 34  | 38 | 13 | 8  | 17 | 39 | 51 | -12  |
| 19   | Bolton Wanderers  | 33  | 38 | 14 | 5  | 19 | 52 | 58 | -6   |
| 20   | Birmingham City   | 30  | 38 | 9  | 12 | 17 | 40 | 60 | -20  |

|  | Champion d'Angleterre |
|  | Relégation            |

### Meilleur buteur
- Enoch West,  Nottingham Forest,  27 buts

## Bilan de la saison
| Tableau d'Honneur                    |                         |
| Compétition                          | Vainqueur               |
| Championnat d'Angleterre de football | Manchester United       |
| Coupe d'Angleterre de football       | Wolverhampton Wanderers |

| Promotions et relégations |                                  |
| Promus                    | Bradford City Leicester Fosse    |
| Relégués                  | Bolton Wanderers Birmingham City |

## Sources
- Classement sur rsssf.com